# Perarub
Perarub (belarussisch Пераруб, russisch Переруб Pererub) ist ein Dorf im Selsawet Rudsk, Rajon Iwanawa, Breszkaja Woblasz, Belarus. Bei Perarub entspringt der 40 km lange Fluss Pina, linker Zufluss des Prypjat. Den Dorfbewohnern steht der Peraruber Feldscher- und Geburtshilfepunkt (ФАП) als Einrichtung primärer medizinischer Versorgung zur Verfügung.